# Sociál
Sociál je tištěný měsíčník, který od května 2004 vychází na Fakultě sociálních věd Univerzity Karlovy. Vydává jej studentská organizace UK media. Jedná se o studentský zpravodaj pokrývající dění na všech pěti fakultních institutech: politologie, mezinárodní teritoriální studia, sociologie, ekonomie a komunikační studia.
Časopis vychází jednou měsíčně avšak pouze v době výuky (březen, duben, květen a říjen, listopad, prosinec). Pro uchazeče o studium na fakultě vychází v červnu mimořádné číslo s radami a tipy k přijímacím zkouškám.
Sociál vznikl z iniciativy bývalého šéfredaktora Martina Bendy. Na jeho vydávání se aktivně podílí cca deset lidí, mnoho dalších spolupracuje externě. Distribuci časopisu zajišťuje rozsáhlá prodejní síť (kameloti, bufet, sekretariáty a vrátnice fakultních budov).
V říjnu 2006 začalo Občanské sdružení Sociál vydávat časopis i na Fakultě humanitních studií Univerzity Karlovy pod názvem Humr, ten však už nyní působí samostatně. Občanské sdružení se k 1. lednu 2007 transforovalo do nově založené skupiny UK media. UK media, o. s., dále vydává od března 2007 na Filozofické fakultě UK časopis FFakt.